# 上村幹男
上村幹男（日语：／ Uemura Mikio；1892年（明治25年）7月8日－1946年（昭和21年）3月23日）為大日本帝國陸軍軍人。最終階級陸軍中將。

## 經歷
本籍山口縣。上村清治郎・陸軍主計少佐的長男。廣島陸軍幼年學校、中央幼年學校畢業。1912年（明治45年）5月、陸軍士官學校（24期）畢業。同年12月、任官步兵少尉擔任步兵第11連隊付。1921年（大正10年）11月、陸軍大學校（33期）畢業。
任過陸軍步兵學校教官。從1926年（大正15年）9月至1928年（昭和3年）11月駐在德國。帰国後、擔任過教育總監部付、近衛步兵第4連隊大隊長。1930年（昭和5年）12月開始為陸大専攻學生。1931年（昭和6年）11月始、歴任陸大教官、近衛師團參謀、台灣軍參謀、陸大教官、步兵第76連隊長（1937年8月2日—1938年7月15日）等職。1938年（昭和13年）7月、進級陸軍少將就任步兵第5旅團長、中日戰爭出征參加武漢作戰。任第13任台灣軍參謀長，於台灣日治時期協助台灣軍軍事發展，專責管理台灣軍，任期為1940年3月－1941年3月。擔任第64獨立步兵團長。1941年（昭和16年）8月、進升陸軍中將。
太平洋戰爭開戰後1941年12月29日、就任戰俘情報局長官。1943年（昭和18年）3月11日、擔任第57師團長，駐屯滿洲。1945年（昭和20年）3月、任第4軍司令官，於和苏联红军交戰中、在哈尔滨市迎接終戰，遭蘇聯西伯利亞拘留。1946年（昭和21年）3月、於伯力戰俘集中營自殺。

## 親族
- 弟 上村榮人（陸軍大佐）